# Асанбаєв Єрік Магзумович
Єрік Магзумович Асанбаєв (10 березня 1936, аул № 2, тепер село Байгабил Амангельдинського району Костанайської області, Казахстан — 23 серпня 2004, місто Алмати, Казахстан) — радянський і казахський діяч, віцепрезидент Республіки Казахстан, секретар ЦК КП Казахстану, голова Верховної ради Казахської РСР, заступник голови Ради міністрів Казахської РСР. Член ЦК КПРС у 1990—1991 роках. Депутат Верховної ради Казахської РСР 10—12-го скликань. Народний депутат СРСР (1991). Кандидат економічних наук (1963), доктор економічних наук (1977).

## Життєпис
Народився в селянській родині. Походив із роду саржетім племені аргин.
У 1958 році закінчив економічний факультет Казахського державного університету імені Кірова.
У 1958—1959 роках — економіст управління Міністерства фінансів Казахської РСР.
У 1959—1960 роках — викладач Казахського державного університету імені Кірова.
У 1960—1963 роках навчався в аспірантурі Московського фінансового інституту, де 1963 року захистив дисертацію кандидата економічних наук на тему «Організація та використання оборотних коштів у чорній металургії».
У 1964—1967 роках — начальник відділу фінансового планування та міжгалузевого балансу науково-дослідного економічного інституту при Держплані Казахської РСР. Член КПРС з 1967 року.
У 1967—1973 роках — начальник відділу Держплану Казахської РСР.
У 1973—1975 роках — заступник міністра фінансів Казахської РСР.
У 1975—1979 роках — завідувач відділу, заступник керуючого справами Ради міністрів Казахської РСР.
У 1975 році закінчив Інститут управління народним господарством СРСР.
У 1977 році захистив докторську дисертацію на тему «Деякі проблеми теорії і практики удосконалення механізмів господарювання розвинутого соціалістичного суспільства (на матеріалах Казахської РСР)».
У 1979—1983 роках — завідувач відділу торгівлі, планових і фінансових органів (торгівлі і побутового обслуговування) ЦК КП Казахстану.
У 1983—1986 роках — заступник керуючого справами Ради міністрів Казахської РСР.
У 1986—1987 роках — завідувач відділу науки і навчальних закладів ЦК КП Казахстану.
У 1987—1988 роках — завідувач економічного відділу ЦК КП Казахстану.
У червні 1988 — вересні 1989 року — заступник голови Ради міністрів Казахської РСР.
12 вересня 1989 — 29 травня 1990 року — секретар ЦК КП Казахстану та голова комісії ЦК КП Казахстану з питань соціально-економічного розвитку.
24 квітня 1990 — 16 жовтня 1991 року — голова Верховної ради Казахської РСР.
16 жовтня — 16 грудня 1991 року — віцепрезидент Казахської РСР. 16 грудня 1991 — 22 лютого 1996 року — віцепрезидент Республіки Казахстан.
17 червня 1993 року призначений членом Ради безпеки Республіки Казахстан.
У лютому 1996 — липні 2000 року — надзвичайний і повноважний посол Республіки Казахстан у Федеративній Республіці Німеччині.
З липня 2000 року — на пенсії.
Помер 23 серпня 2004 року в місті Алмати.

## Нагороди
- орден «Отан» (Казахстан) (1995)
- орден «Барис» ІІ ст. (Казахстан) (2000)
- орден «Знак Пошани»
- медалі